# Eko Yuli Irawan
Eko Yuli Irawan est un haltérophile indonésien né le 24 juillet 1989 dans la kota de Metro.

## Carrière
Au Championnat du monde junior 2006, il obtient la médaille d'argent dans la catégorie des 56 kg, levant 269 kg au total. 
Au Championnat du monde junior 2007, il décroche la médaille d'or dans la catégorie des 56 kg, levant 273 kg au total. 
Il se situe au 8e rang lors des Championnats du monde 2006 dans la catégorie des 56 kg. Lors des Championnats du monde d'haltérophilie 2007, il remporte la médaille de bronze dans la catégorie des 56 kg, levant 278 kg au total. 
Aux Championnats d'Asie d'haltérophilie 2008, il remporte la médaille d'argent dans la catégorie des 62 kg, levant 305 kg au total. 
Irawan remporte la médaille de bronze dans la catégorie des moins de 56 kg lors des Jeux olympiques d'été de 2008, à Pékin.

## Palmarès

### Jeux olympiques
- Jeux olympiques d'été 2008 à Pékin
  -  Médaille de bronze en moins de 62 kg.
- Jeux olympiques d'été de 2012 à Londres
  -  Médaille de bronze en moins de 62 kg.
- Jeux olympiques d'été de 2016 à Rio de Janeiro
  -  Médaille d'argent en moins de 62 kg.
- Jeux olympiques d'été de 2020 à Tokyo
  -  Médaille d'argent en moins de 61 kg.

### Championnats du monde
- Championnats du monde d'haltérophilie 2007 à Chiang Mai
  -  Médaille de bronze au total en moins de 56 kg.
  -  Médaille de bronze à l'épaulé-jeté en moins de 56 kg.

- Championnats du monde d'haltérophilie 2009 à Goyang
  -  Médaille d'argent au total en moins de 62 kg.
  -  Médaille d'or à l'arraché en moins de 62 kg.
  -  Médaille de bronze à l'épaulé-jeté en moins de 62 kg.

- Championnats du monde d'haltérophilie 2010 à Antalya
  -  Médaille de bronze à l'épaulé-jeté en moins de 62 kg.

- Championnats du monde d'haltérophilie 2011 à Paris
  -  Médaille de bronze au total en moins de 62 kg.
  -  Médaille d'argent à l'épaulé-jeté en moins de 62 kg.

- Championnats du monde d'haltérophilie 2014 à Almaty
  -  Médaille d'argent au total en moins de 62 kg.
  -  Médaille d'argent à l'épaulé-jeté en moins de 62 kg.

- Championnats du monde d'haltérophilie 2018 à Achgabat
  -  Médaille d'or au total en moins de 61 kg.
  -  Médaille d'or à l'arraché en moins de 61 kg.
  -  Médaille d'or à l'épaulé-jeté en moins de 61 kg.

- Championnats du monde d'haltérophilie 2019 à Pattaya
  -  Médaille d'argent au total en moins de 61 kg.
  -  Médaille d'argent à l'arraché en moins de 61 kg.

- Championnats du monde d'haltérophilie 2022 à Bogota
  -  Médaille d'argent au total en moins de 61 kg.
  -  Médaille d'argent à l'épaulé-jeté en moins de 61 kg.

### Championnats d'Asie
- Championnats d'Asie d'haltérophilie 2008 à Kanazawa
  -  Médaille d'argent en moins de 62 kg.

- Championnats d'Asie d'haltérophilie 2019 à Ningbo
  -  Médaille de bronze en moins de 61 kg.

### Jeux asiatiques
- Jeux asiatiques de 2010 à Canton
  -  Médaille de bronze en moins de 62 kg.

- Jeux asiatiques de 2014 à Incheon
  -  Médaille de bronze en moins de 62 kg.

- Jeux asiatiques de 2018 à Jakarta et Palembang
  -  Médaille d'or en moins de 62 kg.

### Jeux d'Asie du Sud-Est
- Jeux d'Asie du Sud-Est de 2007 à Nakhon Ratchasima
  -  Médaille d'or en moins de 56 kg.

- Jeux d'Asie du Sud-Est de 2009 à Vientiane
  -  Médaille d'or en moins de 62 kg.

- Jeux d'Asie du Sud-Est de 2011 à Palembang
  -  Médaille d'or en moins de 62 kg.

- Jeux d'Asie du Sud-Est de 2013 à Naypyidaw
  -  Médaille d'or en moins de 62 kg.

- Jeux d'Asie du Sud-Est de 2017 à Kuala Lumpur
  -  Médaille d'argent en moins de 62 kg.

### Jeux de la solidarité islamique
- Jeux de la solidarité islamique de 2013 à Palembang
  -  Médaille d'or en moins de 62 kg.
- Jeux de la solidarité islamique de 2017 à Bakou
  -  Médaille d'or en moins de 62 kg.

### Universiade
- Universiade d'été de 2011 à Shenzhen
  -  Médaille d'or en moins de 62 kg.